# مسجد الإمام (سمنان)
مسجد الإمام أو مسجد الشاه هو مسجد تاريخي يعود إلى عصر القاجاريين، ويقع في سمنان.

## معرض الصور

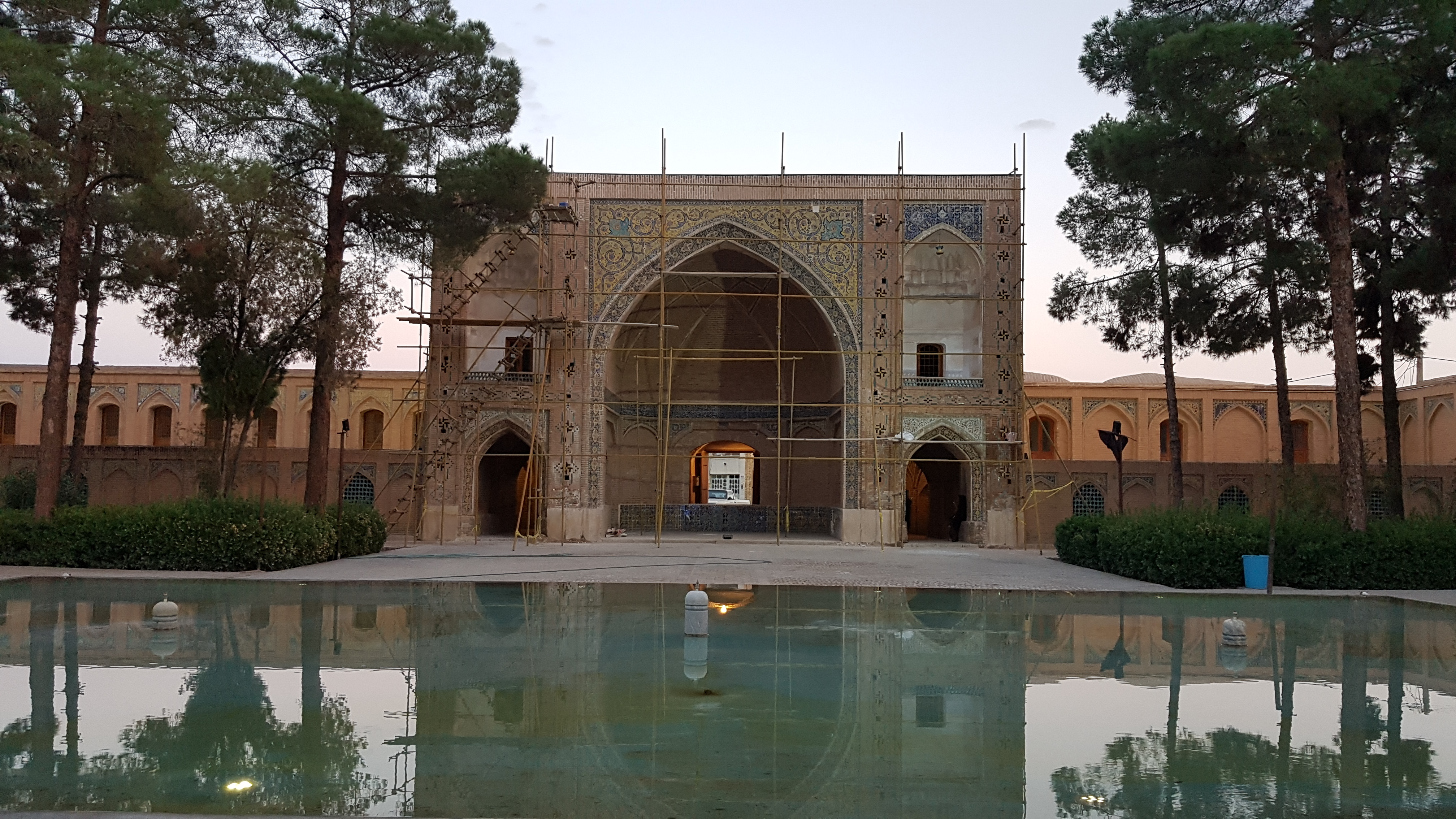
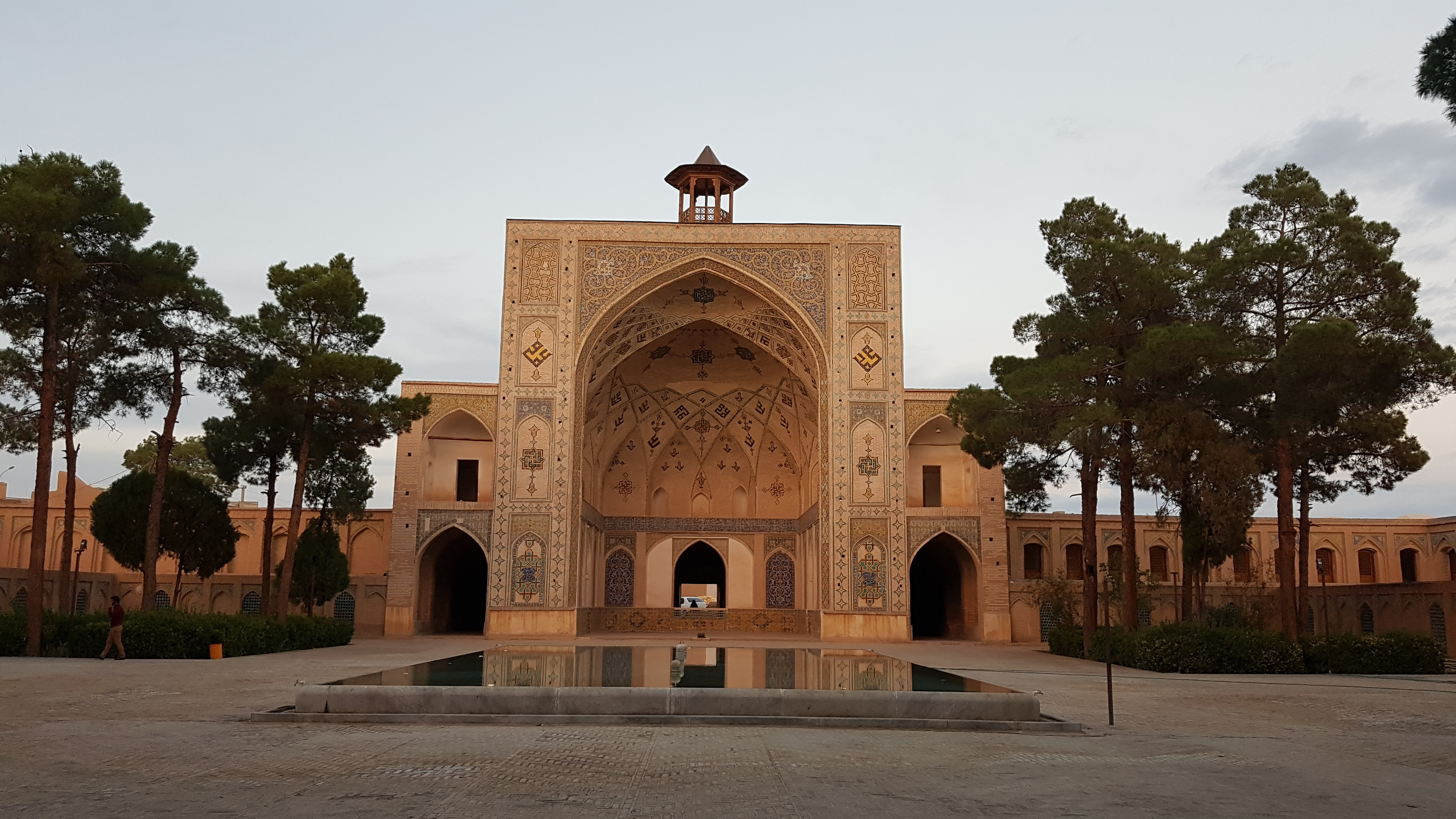
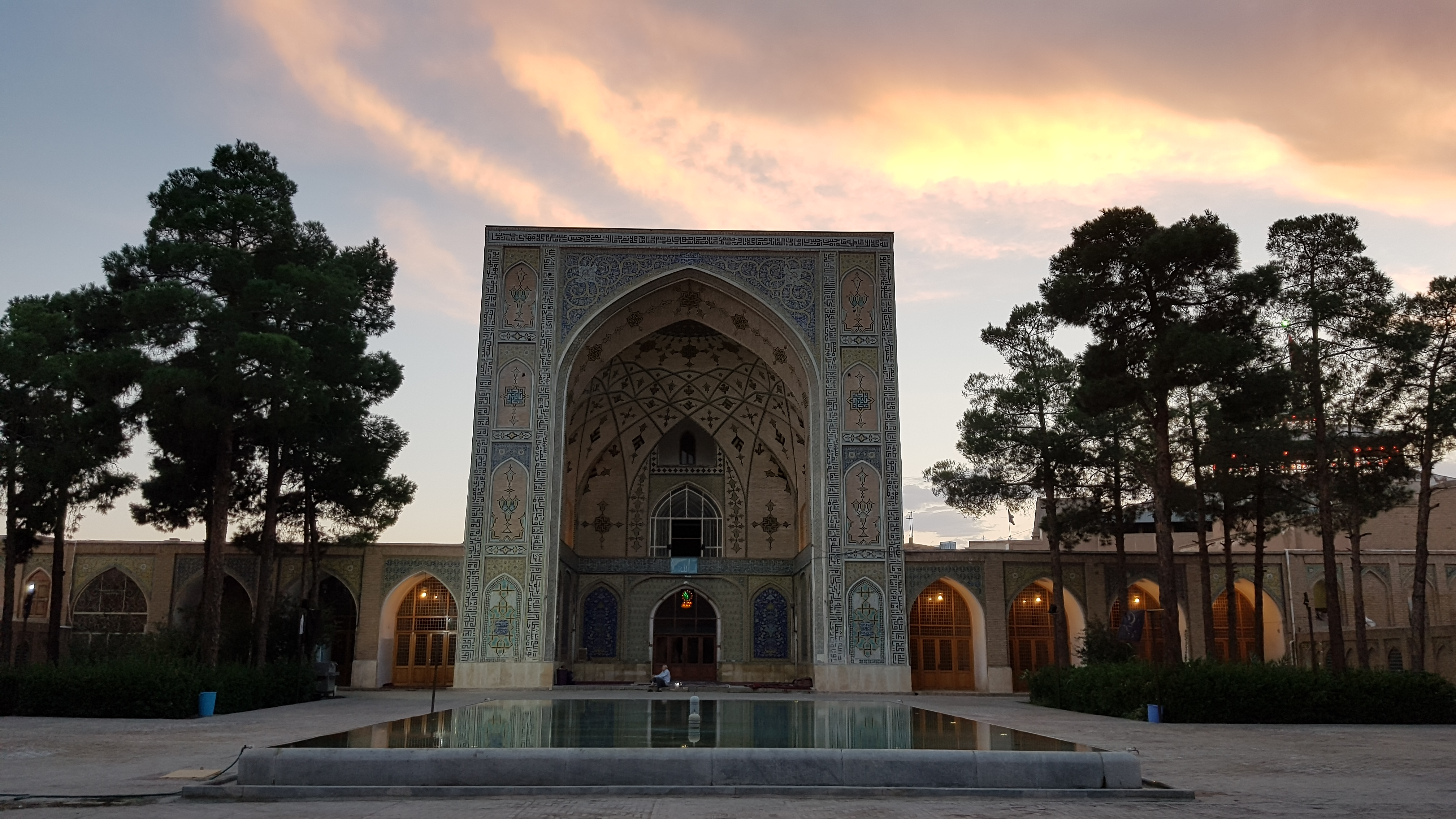
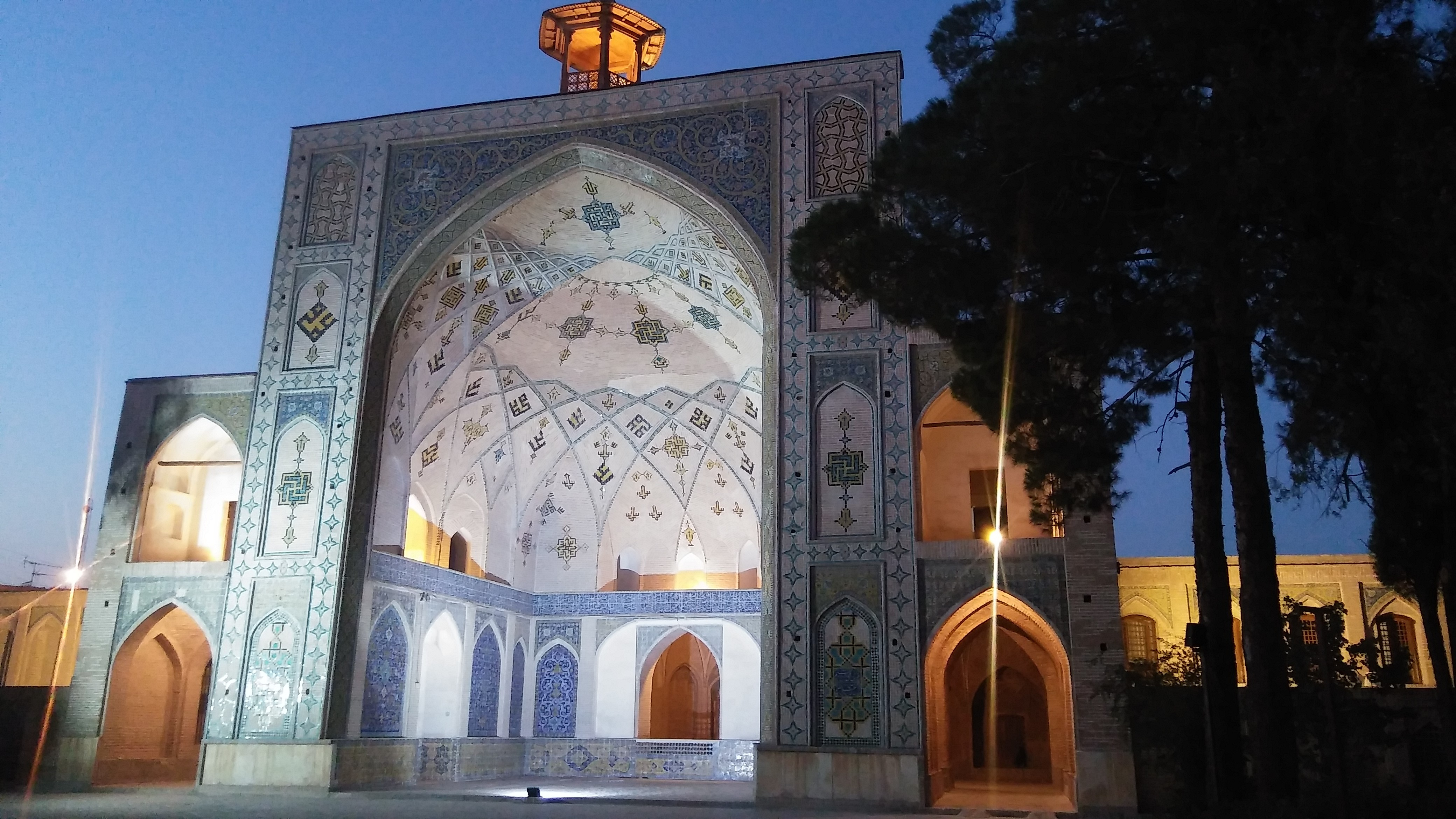
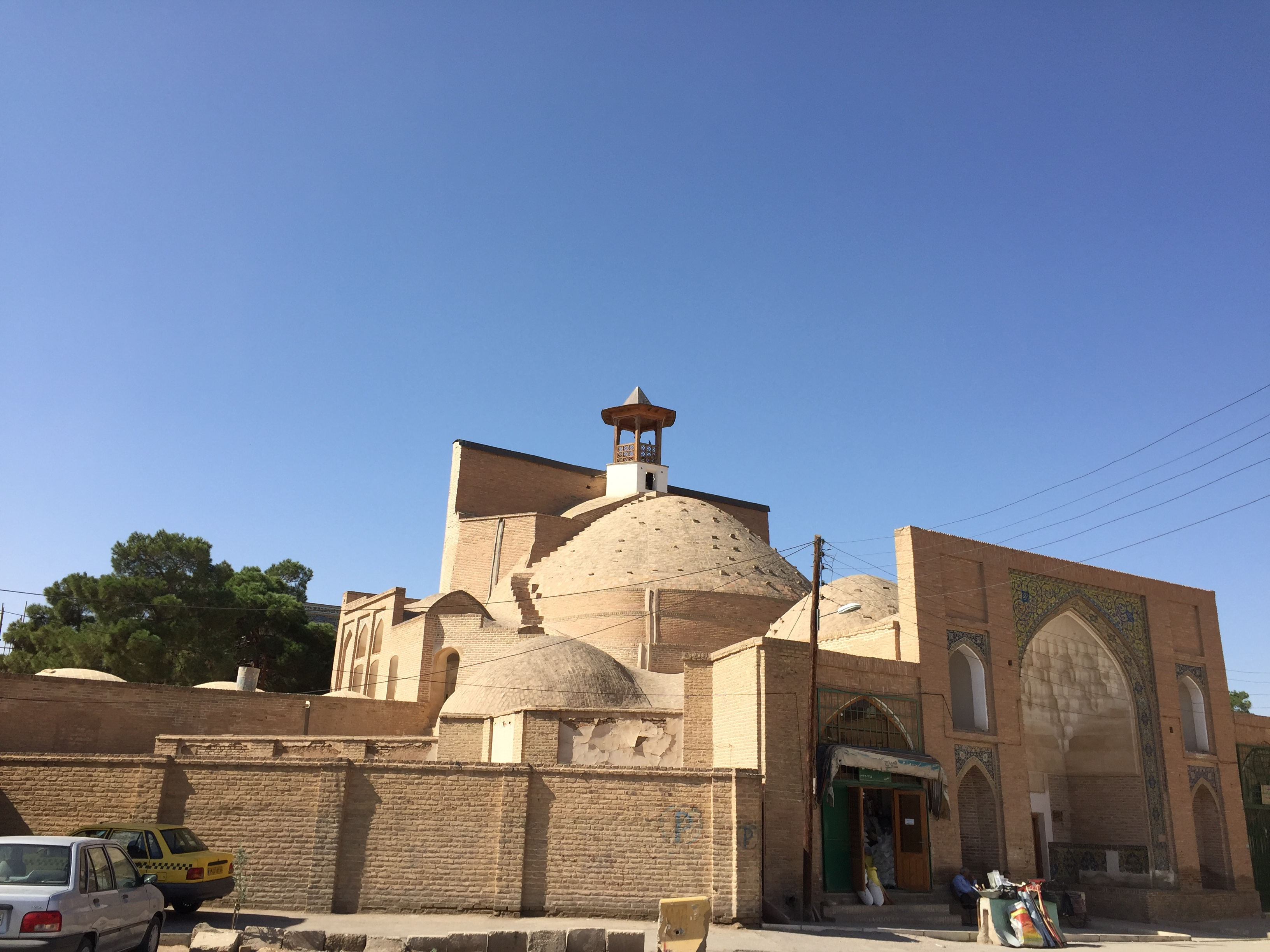
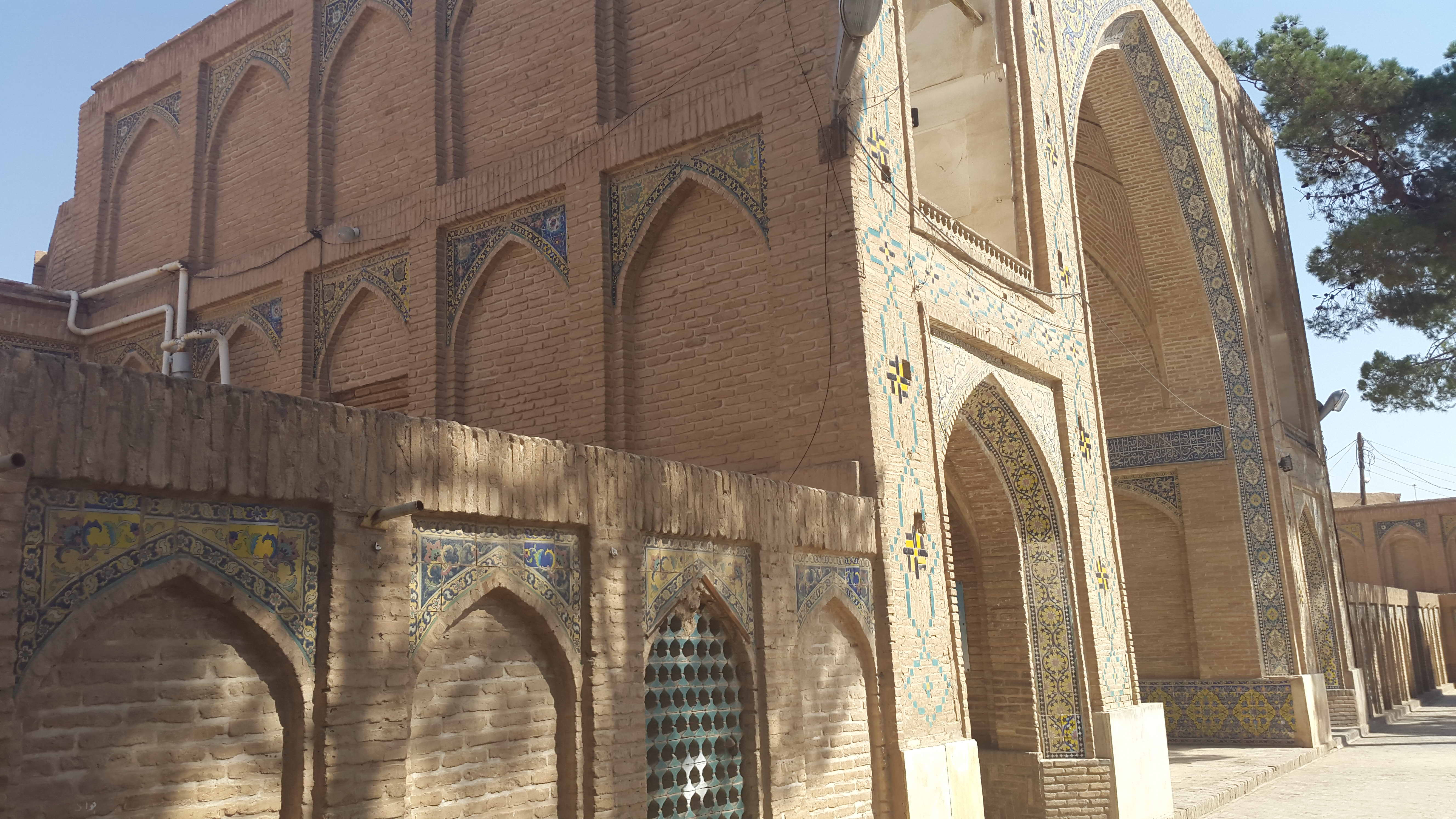
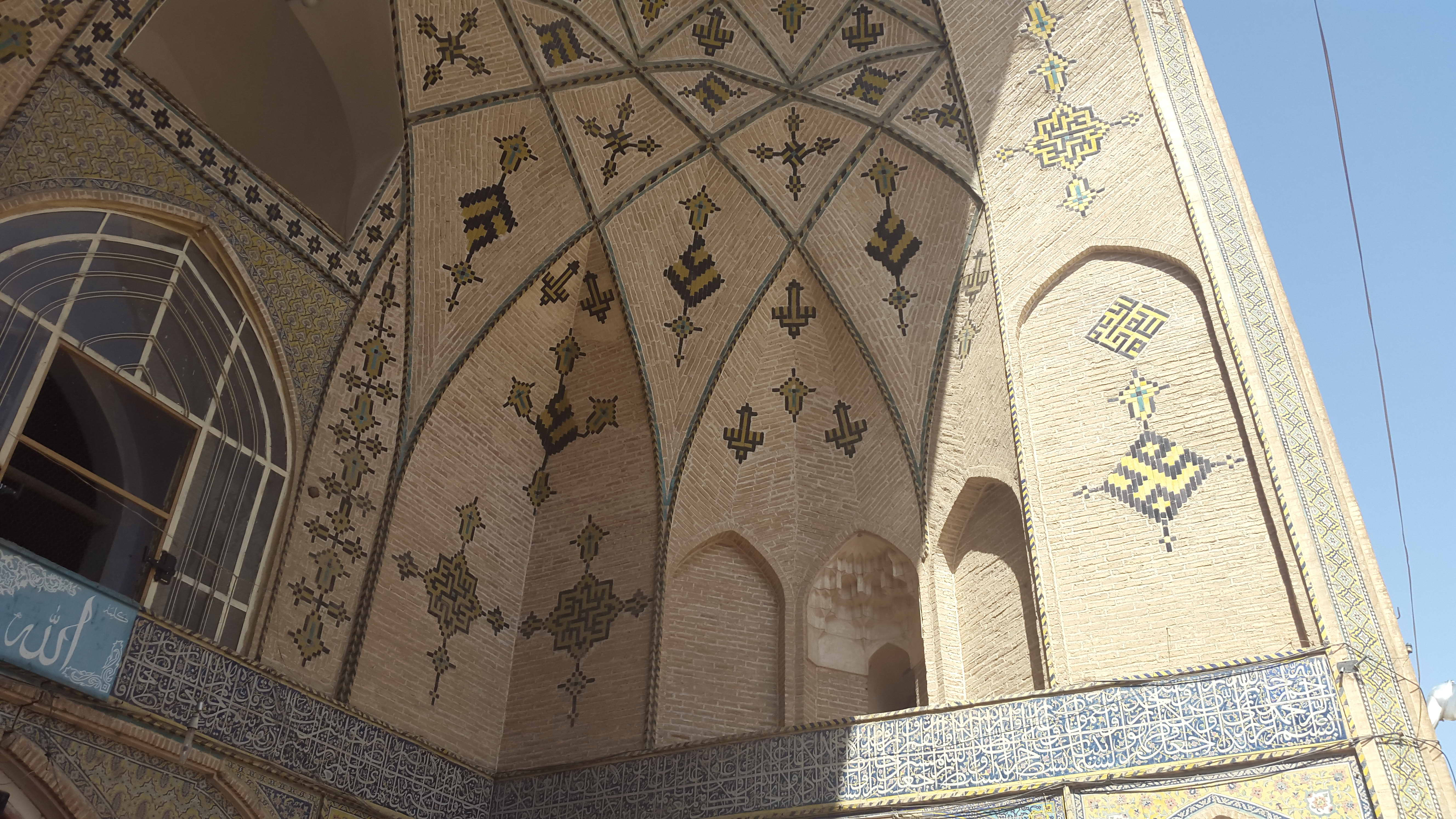
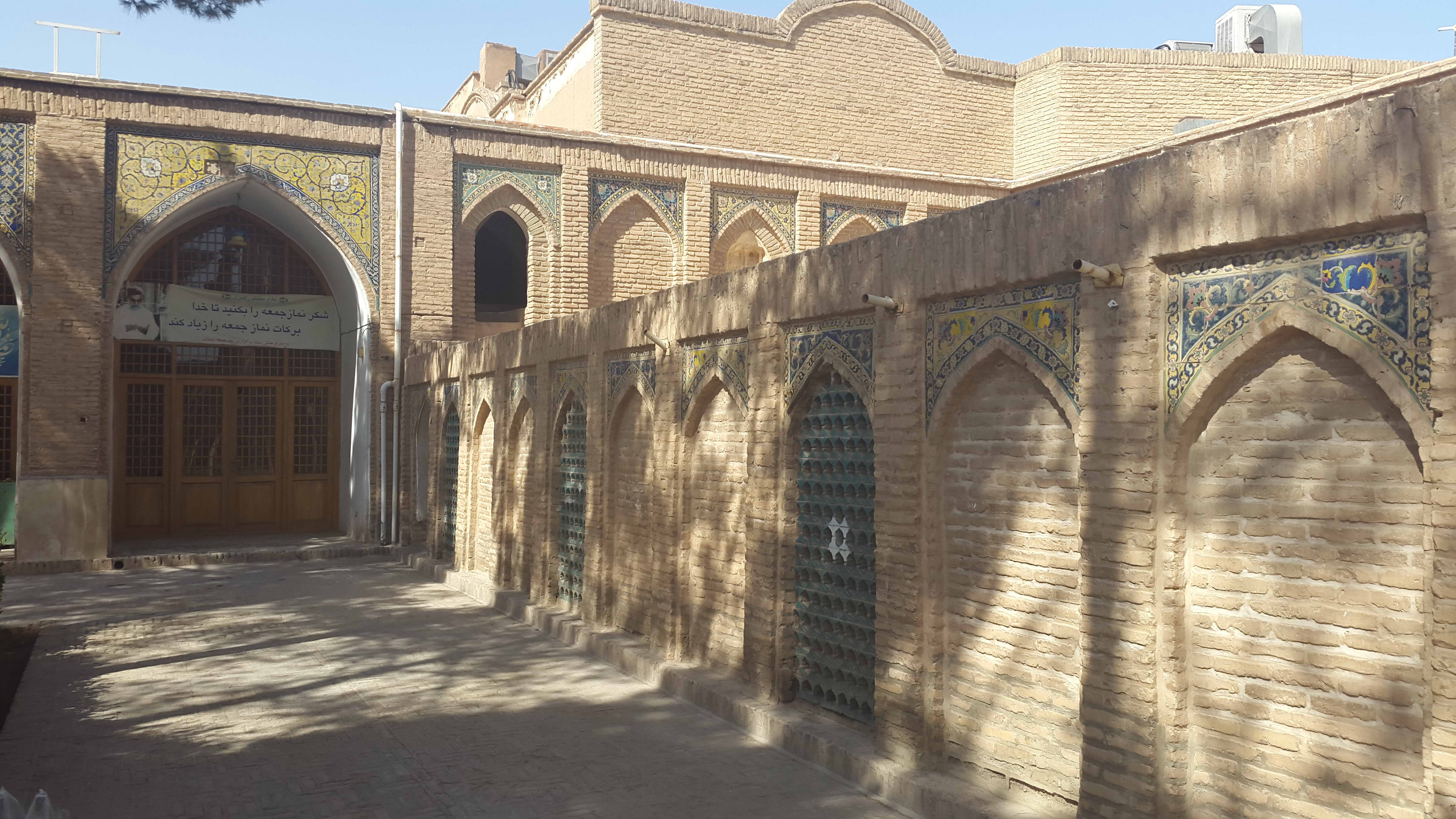